# Rosa ×damascena
Rosier de Damas
Hybride
Classification phylogénétique
Le Rosier de Damas, Rosa ×damascena, est une espèce de plantes à fleurs de la famille des Rosaceae. C'est un rosier hybride, considéré comme l'un des types importants des roses anciennes. Il tient une place de choix dans le pédigrée de nombreux autres types de rosiers.
Il serait issu du croisement de Rosa gallica et d'une espèce de Synstylae, Rosa phoenicia ou Rosa moschata (Huxley 1992).
Des analyses d'ADN réalisées en 2000 au Japon ont montré que Rosa fedtschenkoana Regel était l'un des trois parents des rosiers de Damas.
Il se subdivise en deux variétés (Huxley 1992) :
- Damas d'été (Rosa ×damascena nothovar. damascena), à courte période de floraison, seulement l'été.
- Damas d'automne (Rosa ×damascena nothovar. semperflorens (Duhamel) Rowley), à période de floraison prolongée jusqu'en automne ; les deux variétés ne sont pas différentiables autrement.

L'hybride Rosa ×centifolia serait dérivé en partie de Rosa ×damascena.
On attribue au chevalier Robert de Brie le mérite d'avoir rapporté cette plante de Perse en Europe à son retour de croisade vers 1254 à Provins, restée capitale de la rose d'où elle se répandit en Occident. Son nom se réfère à la ville de Damas, importante ville de la région et de nos jours ce rosier vit toujours de façon spontanée en Syrie et au Caucase.

## Description
C'est un arbrisseau à feuilles caduques atteignant 2,2 m de haut.
Les tiges sont armées de robustes aiguillons courbés, implantés en nombre et accompagnés de poils raides.
Les feuilles sont imparipennées et composées de cinq (rarement sept) folioles.
Rosa ×damascena fleurit en juin et les fleurs sont roses, semi-doubles, et présentent une odeur sucrée. Rosa ×damascena 'Semperflorens' a des fleurs très doubles, il est remontant à l'automne.

## Taxonomie et classification
La plante a été validement décrite par Philipp Miller dans la 8e édition de son ouvrage The gardeners dictionary, publié en 1768.

La description originale est la suivante :

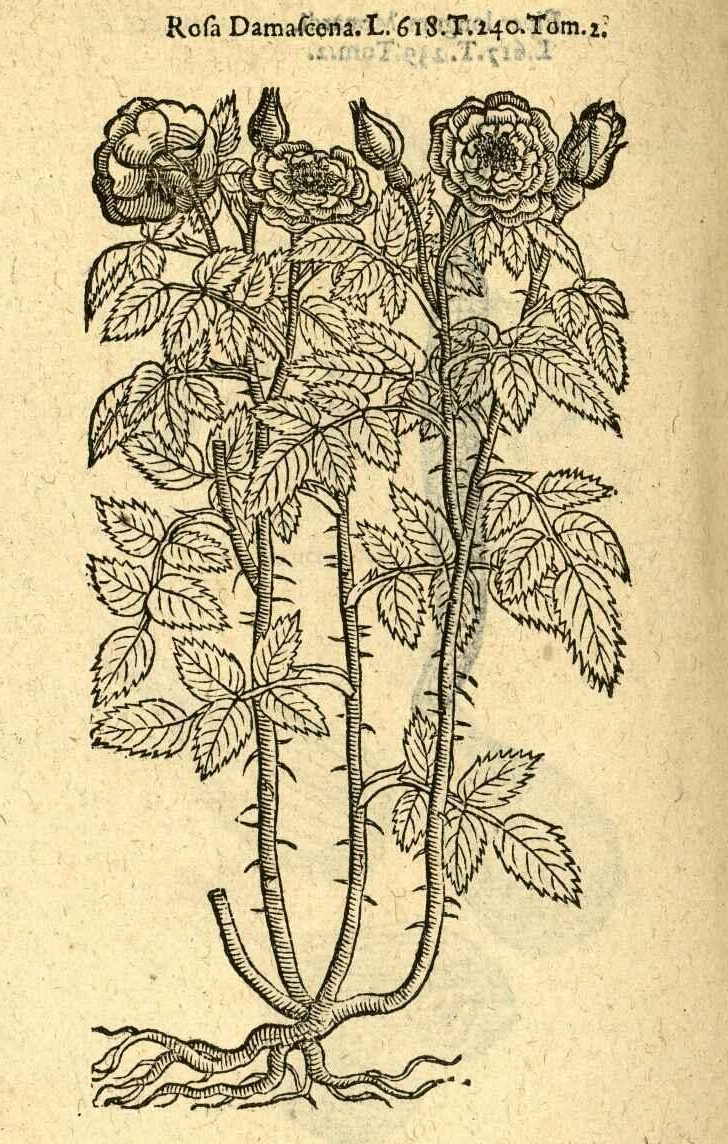
Rosa damascena, par M. de l'Obel, 1591

15. Rosa (Damaſcena) caule aculeato, pedunculis hiſpidis, calycibus pinatifidis hirſutis. Roſe with a prickly ſtalk, briſtly foot-ſtalks to the flowers, and wing-pointed hairy empalements. Roſa damaſcena. Lob. Icon. 206. Damaſk Roſe.
Auparavant, cette espèce avait été décrite :

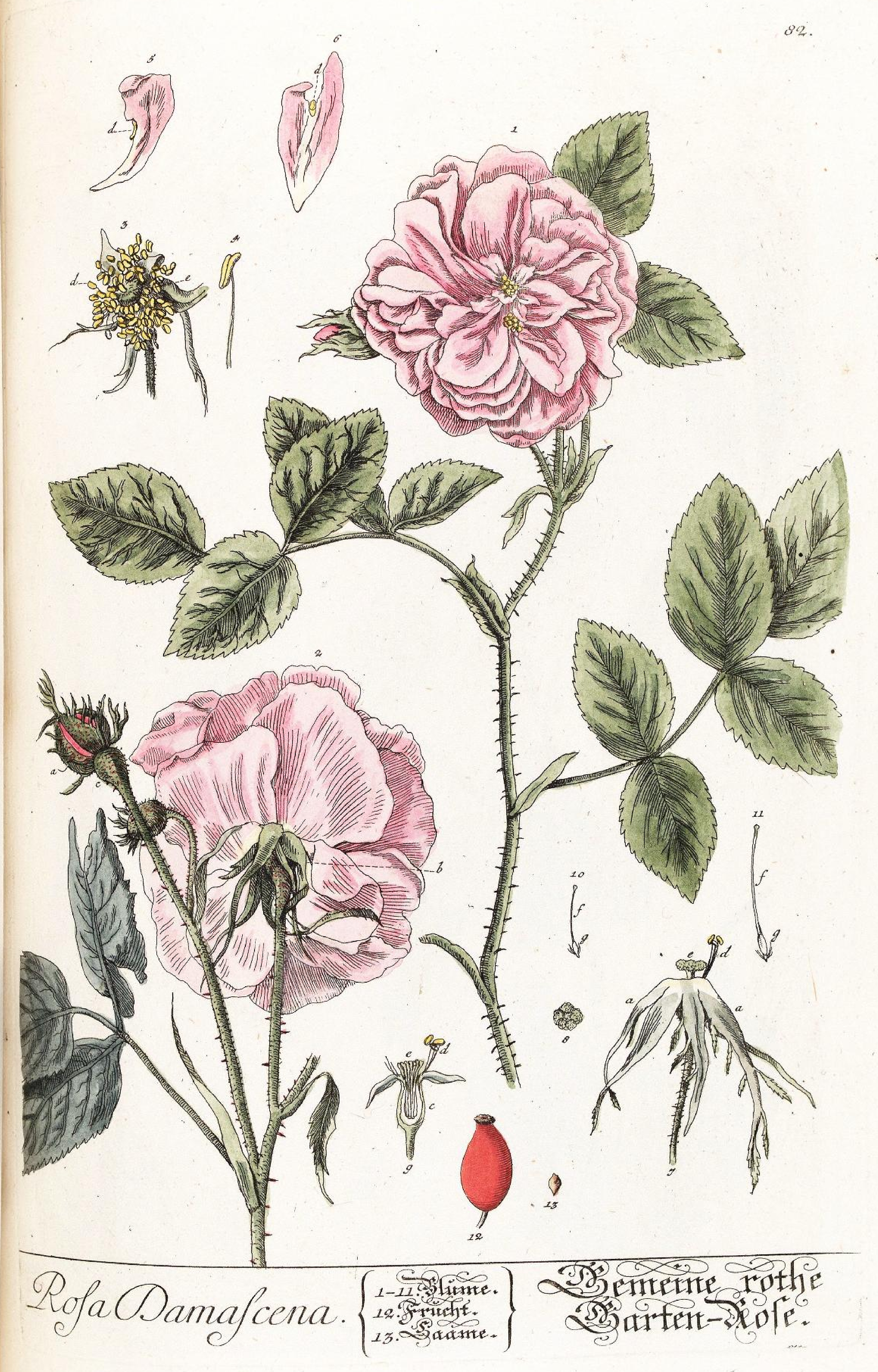
Rosa damascena, par E. Blackwell, 1750

- Rosa damascena, par E. Blackwell, 1750dans l'ouvrage d'Elisabeth Blackwell publié en 1750 : "Herbarium Blackwellianum emendatum et auctum, id est, Elisabethae Blackwell collectio stirpium..."[4], illustrée par la planche nº82 :

Tab. 82. Lat Roſa Damaſcena vel pallida. (...)
1 Frutex bujus roſæ minor deprehenditur quam albarum, elatior tamen quam rubrarum: folis colore dilato gramineo tinguntur, flores ſubrubri apparent.
2 Colitur in hortis, ibique per aliquot æſtatis menſes floret.

3. Hoc genus roſarum leniter alvum laxat excernendo balioſos atque aquoſos humores, unde etiaen infantibus aliisque debilioris naturae hominibus, paulo tamen fortioribus permiſtæ purgantibus, ſæpius dari ſolent.

### Variétés

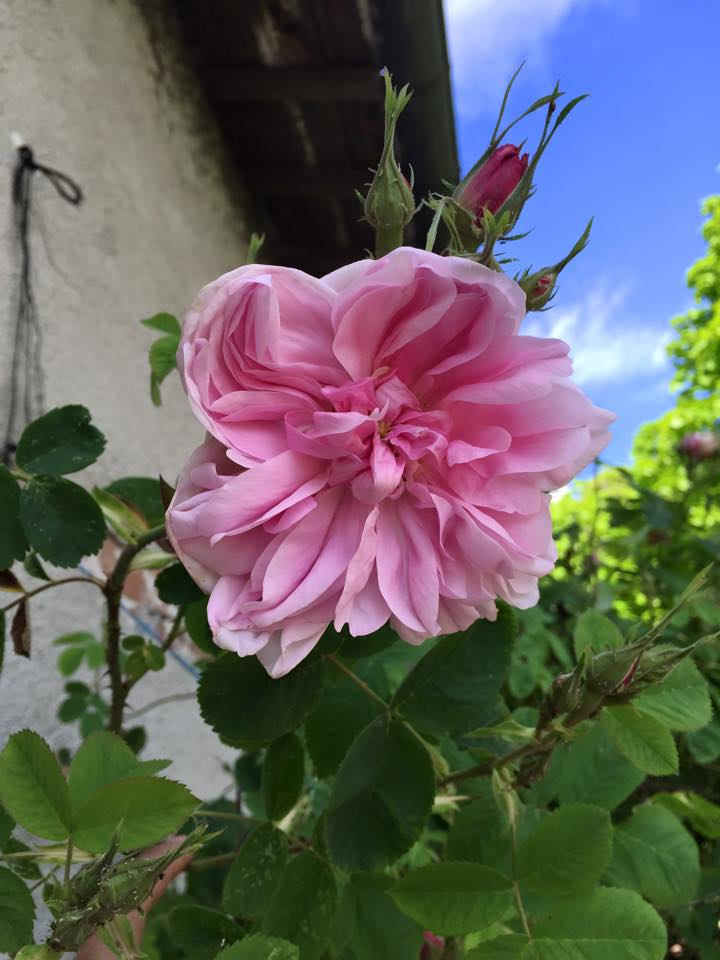
« Rosier des Quatre Saisons » appelé aussi Rosa ×damascena ‘Bifera’, « Rose de Tous les Mois », « Rose de Castille » ou Rosa ×damascena ‘Semperflorens’.
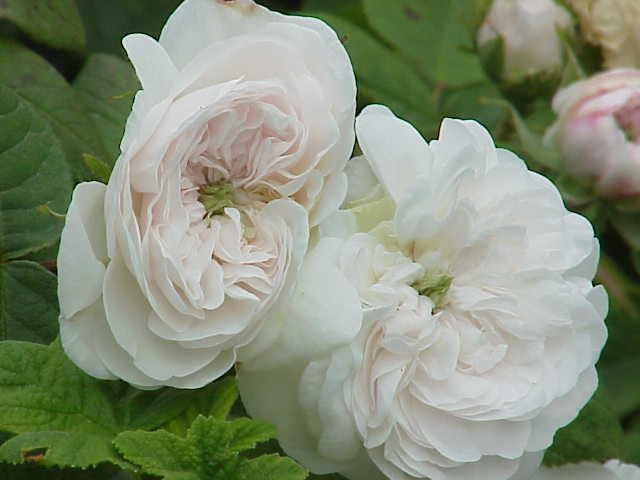
‘Madame Hardy’, Hardy 1832.
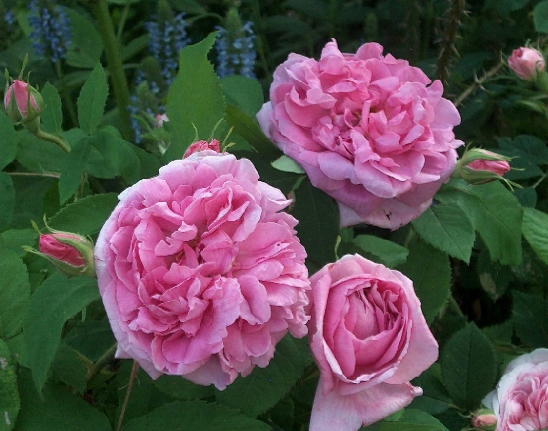
‘Portland Mme Knorr’.
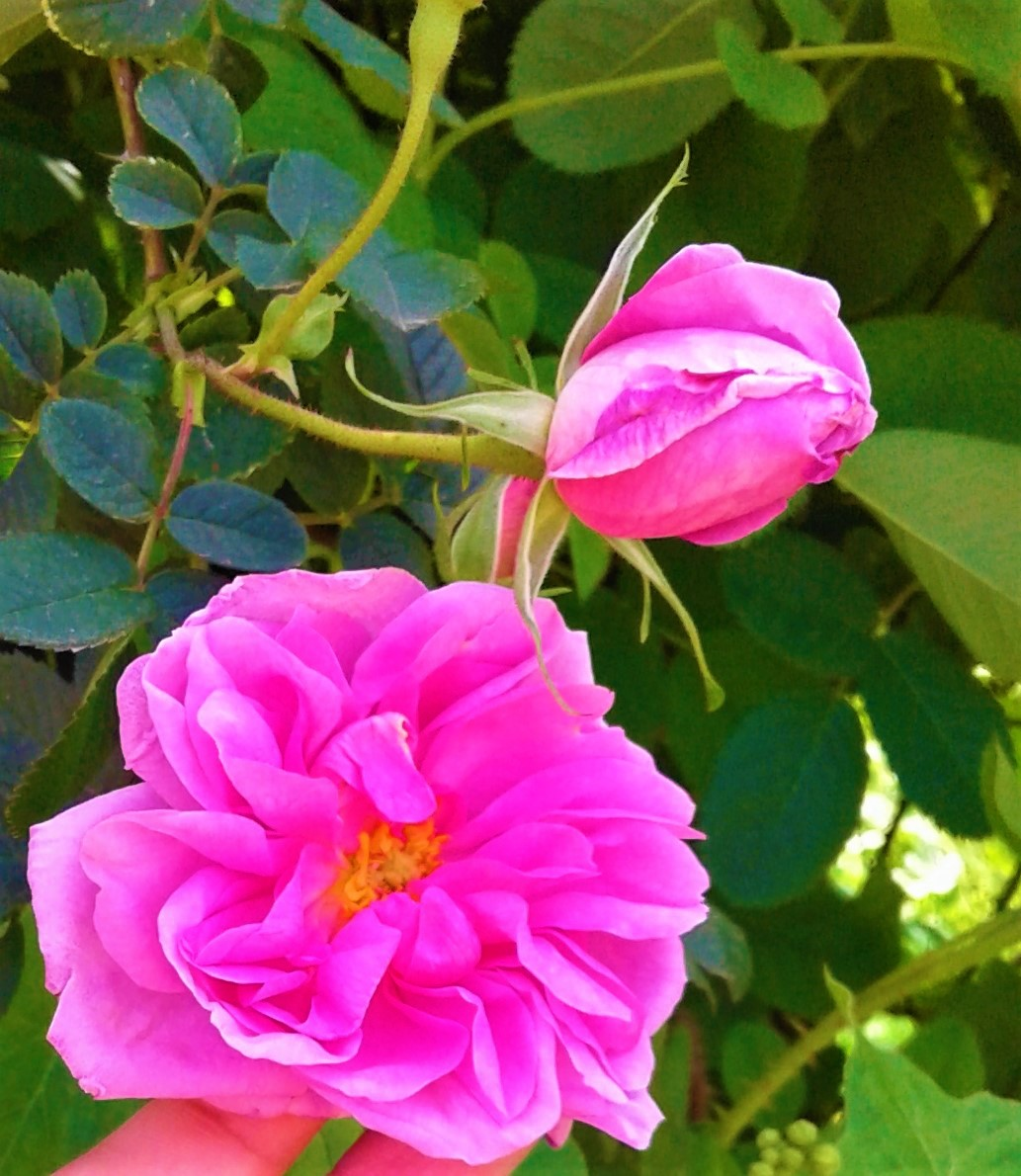
Rosa damascena du Maroc

#### Remontantesdites «Damas d'automne»
- Rosa ×damascena ‘Bifera’ appelé aussi Rose de Tous les Mois, Rosier des Quatre Saisons, Rose de Castille ou Rosa ×damascena ‘Semperflorens’ aux fleurs roses très doubles en juin juillet. Cette variété fut la première variété connue en Europe pour ses remontées régulières. Les Français et les Portugais l'utilisèrent beaucoup dans leurs colonies comme plante de haies pour séparer les propriétés. Elle fut largement utilisée dans les programmes de sélection notamment pour créer les hybrides remontants et les rosiers de Portland. Selon certaines sources, elle pourrait être originaire d'Italie et non de Syrie[5].
- Rosa ×damascena ‘Trigintipetala’, ou rose de Kazanlak, a une odeur très persistante et c'est lui qui a été importé de Turquie en Bulgarie pour la culture destinée à la fabrication de l'essence de rose, particulièrement dans la Vallée des roses[6].
- Rosa ×damascena ‘Versicolor’, ‘York et Lancaster’ qui pour certains est une Rosa ×alba

#### Non remontantes dites «Damas d'été»
- Rose de Puteaux,
- ‘Madame Hardy’ ou Rosa centifolia ‘Alba’,
- ‘Celsinia’, aux grandes fleurs roses en bouquet,
- ‘Marie-Louise’, obtenu à la roseraie du château de Malmaison,
- ‘Omar Khayyam’ à fleurs rose vif doubles, multiplié à partir des rosiers sur la tombe du poète Edward FitzGerald, rosiers ramenés en hommage et provenant de la tombe du poète Omar Khayyam à Nishapur
- ‘Ispahan’ ou ‘Pompon des Princes’,

### Hybrides
En 1800, la duchesse de Portland découvre en Italie, au sud de Naples, un hybride spontané remontant nommé 'Duchesse de Portland' et il y a eu jusqu'à 150 rosiers de Portland tous doubles ou semi-doubles, odorants et plus ou moins remontants. Parmi eux les rosiers historiques ou encore cultivés sont :
- 'Duchesse de Portland', aux fleurs semi-doubles rouges,
- 'Rose du Roi', aux petites fleurs rouge violacé qui a une grande descendance de mutations et d'hybrides,
- 'Bernard' ou 'Pompon Perpétuel', rosier nain à fleurs doubles, petites, roses, très remontant, sport de 'Rose du Roi',
- 'Roi des Pourpres', autre sport de 'Rose du Roi',
- 'Jacques Cartier', aux fleurs rose vif doubles et à quartiers,
- 'Comte de Chambord' ('Duchesse de Portland' × 'Baronne Prévost'), à floraison continue parfumée de fleurs roses, plates, aux pétales enroulés ou en quartiers,
- 'Blanc de Vibert',
- 'Arthur de Sansal', violet cramoisi,
- 'Pergolèse', à fleurs plates pourpre,
- 'Rembrandt', à fleurs écarlates rayées de vermillon[7].

## Culture et utilisation
Les rosiers de Damas sont réputés pour leur fragrance délicate. On les cultive pour la production commerciale d'essence de rose utilisée en parfumerie. L'industrie du parfum se réfère souvent à cette note comme « rose de Damas ».
Les pratiques et l'artisanat associés à la rose damascène à Al-Mrah sont inscrits sur la liste représentative du patrimoine culturel immatériel de l'humanité en décembre 2019.
Une revue systématique a suggéré un effet significatif de l'aromathérapie à la rose de Damas sur la réduction de la gravité de la douleur aiguë chez les adultes. Elle pourrait aussi avoir des effets bénéfiques sur les troubles mentaux, les états anxieux, le stress et la dépression.